# Championnats de France de triathlon en relais mixte 2024
Navigation
2023 2025
Les championnats de France de relais mixte 2024 de la Fédération française de triathlon se tiennent à Bordeaux, dans le Gironde le 30 juin 2024.
Pour cette épreuve, chaque club est autorisé à participer avec une ou plusieurs équipes de quatre participants, composée de deux femmes et de deux hommes. Les équipes doivent s'affronter dans l'ordre suivant : (1 femme/1 homme/1 femme/1 homme). Chaque triathlète doit concourir sur une nage de 300 mètres, une course à vélo de 6 km, une course à pied de 2 km et passer le relais à son coéquipier.

## Palmarès
Poissy Triathlon est sacrée pour la troisième fois champion de France des clubs de relais mixte après 2018 et 2023, quarante et une équipes participent à ces sixième championnats de France,.
| Rang               | Équipe                                                                                  | Temps           |
| ------------------ | --------------------------------------------------------------------------------------- | --------------- |
| Médaille d'or      | Poissy Triathlon 1                                                                      | 1 h 14 min 33 s |
| Médaille d'or      | - Tom Richard - Candice Denizot - Yann Allichon - Kristelle Congi                       | 1 h 14 min 33 s |
| Médaille d'argent  | Metz Triathlon                                                                          | 1 h 14 min 42 s |
| Médaille d'argent  | - Théotime Lawson - Zsanett Bragmayer - Ben Dijkstra - Margot Garabedian                | 1 h 14 min 42 s |
| Médaille de bronze | Tri Val de Gray 2                                                                       | 1 h 15 min 00 s |
| Médaille de bronze | - Amaury Dietrich - Appoline Foltz - Eneko De Castro Cativiela - Laura Lindemann        | 1 h 15 min 00 s |
| 4                  | - Issy Triathlon ; - Tence - Audrey Merle - Reilly - Célia Merle                        | 1 h 15 min 31 s |
| 5                  | - Les Sables Vendée Triathlon 1 ; - González Turrez - Carballo Gómez - Servais - Gandon | 1 h 15 min 33 s |